# Darko Dunjić
Darko Dunjic (né en 1981) est un joueur de football professionnel serbe.

## Biographie
C'est dans le club de sa ville natale, le FK Sloga Kraljevo alors en troisième division, que Darko Dunjic a fait ses classes. Repéré par les recruteurs du FK Étoile rouge de Belgrade, il rejoignit le club le plus titré du pays à 18 ans.
Slavoljub Muslin, nommé entraineur de l'équipe en cours de saison, le lança dans le grand bain. Afin de s'aguerrir, il fut prêté la saison suivante au FK Spartak Subotica club de seconde division. Auteur de bons matches, les sollicitations ne manquèrent pas. Le FK Étoile rouge de Belgrade le prêta alors à un club rival, le Buducnost Banacki Dvor.
Devenu titulaire dans ce nouveau club, il y fut définitivement transféré à la fin de la saison 2001-2002. Enchaînant les bonnes prestations individuelles, il ne parvint pas à empêcher son club de descendre à l'échelon inférieur en 2004, saison où il disputa la finale de la coupe de Serbie.
Un club ukrainien, le Kryvbass Kryvyï Rih, décida alors de le recruter. En 2007-2008, il signa dans l'ambitieux club du Zarya Louhansk qui termina à la 11e place du classement.
Souhaitant voir autre chose après cinq saisons en Ukraine, son agent lui conseilla de tenter l'aventure bastiaise. Malgré des offres de Livourne et NAC Breda, Darko Dunjic releva le défi après avoir séduit, par son tempérament et ses qualités techniques, le staff bastiais sur cassette vidéo. Les choses allèrent alors très vite, le Sporting versa une indemnité de 150 000 euros à son ancien club et lui fit signer un contrat de 3 ans. Malheureusement, il ne confirma pas les qualités qu'on lui prêtait et fut sortie de l'équipe-type en cours de saison, laissant sa place à Éric Cubilier, recruté au mercato hivernal.
À l'été 2009, le club corse change d'entraîneur et Philippe Anziani décide de le placer sur la liste des transférables, il jouera tout de même 21 matches dont une honorable fin de saison sous la tutelle de l'entraineur bosniaque Faruk Hadžibegić.
Pour la saison 2010-2011, ne faisant pas partie du schéma tactique du nouvel entraineur bastiais Frédéric Hantz, et refusant souvent de jouer avec la réserve, il quitte le club en janvier 2011 en résiliant son contrat à l'amiable.